# Đường Kármán

Ta có thể thấy rõ đường Kármán nằm ở độ cao 100 km gần với cực quang tại tầng nhiệt trong hình phân chia các tầng khí quyển của Trái đất.

Đường Kármán (tiếng Anh: Kármán line) là một đường để xác định ranh giới giữa bầu khí quyển của Trái đất và vũ trụ, định nghĩa cụ thể này được Fédération aéronautique internationale (FAI - Liên đoàn Thể thao hàng không Thế giới) đưa ra, một cơ quan lưu giữ kỷ lục quốc tế về hàng không. Việc xác định rìa không gian là quan trọng đối với các mục đích pháp lý và quy định vì máy bay và tàu vũ trụ thuộc các khu vực tài phán khác nhau và tuân theo các hiệp ước khác nhau. Luật pháp quốc tế không xác định ranh giới của không gian, hoặc giới hạn của không phận quốc gia.
FAI định nghĩa đường Kármán là không gian có độ cao khoảng 100 kilômét (54 hải lý; 62 dặm; 330.000 foot) so với mực nước biển. Trong khi các chuyên gia không đồng ý về chính xác nơi bầu khí quyển kết thúc và không gian bắt đầu, hầu hết các cơ quan quản lý (bao gồm cả Liên Hợp Quốc) chấp nhận định nghĩa đường FAI Kármán hoặc một cái gì đó gần với nó. Theo định nghĩa của FAI, đường Kármán được thành lập vào những năm 1960. Các quốc gia và thực thể khác nhau xác định ranh giới của không gian một cách khác nhau cho các mục đích khác nhau.
Đường Kármán được đặt theo tên của Theodore von Kármán (1881–1963), một kỹ sư và nhà vật lý người Mỹ gốc Hungary, người hoạt động trong lĩnh vực hàng không và du hành vũ trụ. Năm 1957, ông là người đầu tiên cố gắng tìm ra giới hạn độ cao như vậy.

## Định nghĩa
Bầu khí quyển không đột ngột kết thúc ở một độ cao nhất định, mà trở nên mỏng hơn theo độ cao. Ngoài ra, tùy thuộc vào cách các lớp khác nhau tạo nên không gian xung quanh Trái đất được xác định (và tùy thuộc vào việc các lớp này có được coi là một phần của bầu khí quyển thực hay không), định nghĩa của rìa không gian khác nhau đáng kể. Nếu coi tầng nhiệt và tầng ngoài là một phần của khí quyển chứ không phải của không gian, chúng ta sẽ phải mở rộng khái niệm khí quyển lên đến khoảng 10.000 km so với mực nước biển. Do đó, đường Kármán là một định nghĩa tùy ý dựa trên những cân nhắc sau:

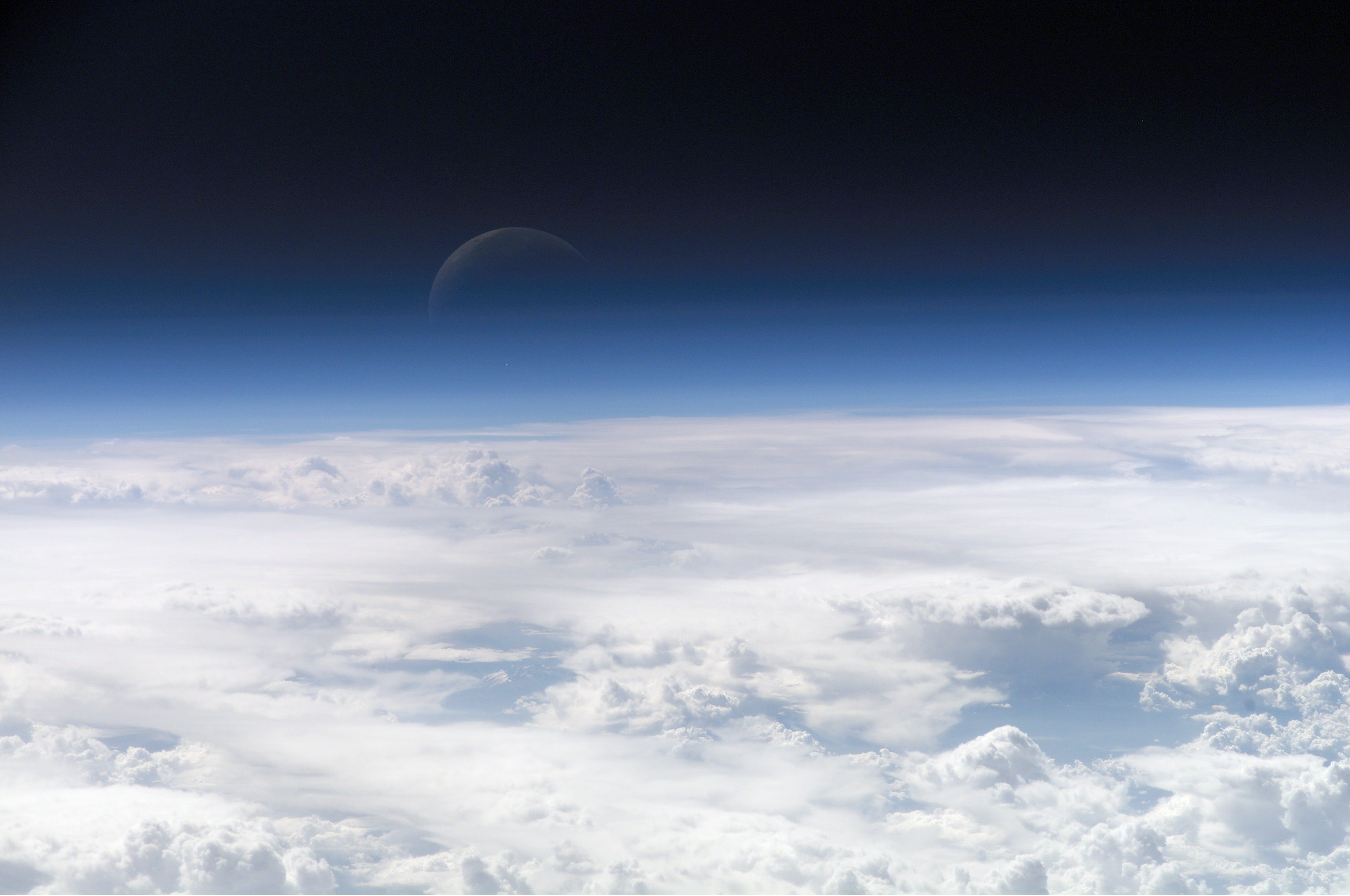
Các chất khí trong khí quyển khúc xạ ánh sáng có bước sóng màu xanh lam nhiều hơn bất kỳ bước sóng nào khác của ánh sáng nhìn thấy, gây ra một vầng sáng màu xanh lam xuất hiện ở rìa Trái đất. Nơi quầng sáng kết thúc, bầu khí quyển kết thúc và không gian bên ngoài bắt đầu.

Máy bay chỉ có lực nâng nếu nó liên tục chuyển động trong không khí (tốc độ chuyển động trong không khí không phụ thuộc vào tốc độ so với mặt đất), do đó cánh tạo ra lực nâng. Không khí càng loãng, máy bay phải bay càng nhanh để tạo ra đủ lực nâng để không rơi; Hệ số nâng của cánh đối với một góc tấn nhất định đã được biết đến (hoặc được ước tính bằng nhiều phương pháp khác nhau). Một vật thể chỉ ở trên quỹ đạo nếu thành phần ly tâm của gia tốc của nó đủ để bù lại lực kéo "đi xuống" của trọng lực. Nếu tốc độ dịch chuyển theo phương ngang giảm, thành phần ly tâm của nó cũng giảm, và trọng lực sẽ làm cho độ cao của nó giảm.
Vận tốc cần thiết cho trạng thái cân bằng đó được gọi là vận tốc quỹ đạo và nó thay đổi theo độ cao của quỹ đạo. Đối với Trạm vũ trụ quốc tế (ISS) hoặc tàu con thoi ở quỹ đạo Trái đất tầm thấp, tốc độ quỹ đạo khoảng 27.000 km/h (17.000 dặm/h). Đối với một máy bay đang cố gắng bay càng lúc càng cao, không khí trở nên ít đặc hơn, và điều đó buộc máy bay phải tăng tốc độ để tạo đủ lực nâng. Đường Kármán là một khái niệm chủ yếu liên quan đến độ cao, và do đó, nhu cầu di chuyển ở một tốc độ nhất định để có được lực nâng khí động học hoặc trong mọi trường hợp, bù cho lực hấp dẫn. Trong thực tế, những cân nhắc này thay đổi khi bán kính quỹ đạo tăng lên, bởi vì bán kính càng lớn thì lực hấp dẫn càng ít và gia tốc ly tâm càng ít đối với cùng một tốc độ tuyến tính. Tuy nhiên, định nghĩa của đường Kármán bỏ qua hiệu ứng này do vận tốc quỹ đạo, vì vậy nó sẽ đủ để duy trì mọi độ cao, bất kể mật độ khí quyển. Do đó, đường Kármán là độ cao thấp nhất mà tại đó chỉ riêng vận tốc quỹ đạo có thể cung cấp đủ bù cho lực hấp dẫn, hoặc ngược lại, độ cao lớn nhất mà tại đó sự dịch chuyển của một vật thể khiến nó có được lực nâng của khí quyển nếu nó vượt quá tốc độ nhất định.

## Giải thích định nghĩa
Cụm từ "cạnh của không gian" thường được sử dụng (chẳng hạn như FAI trong một số ấn phẩm của họ) để chỉ một vùng bên dưới ranh giới của không gian, thường có nghĩa là cũng bao gồm các vùng thấp hơn đáng kể. Do đó, một số chuyến bay bằng khinh khí cầu hoặc máy bay có thể được mô tả là "chạm tới rìa không gian". Trong những tuyên bố như vậy, "chạm tới rìa không gian" chỉ đơn thuần ám chỉ việc bay lên cao hơn mức bình thường của các phương tiện hàng không.
Vẫn chưa có định nghĩa pháp lý quốc tế nào về sự phân định ranh giới giữa không gian trên không và ngoài vũ trụ của một quốc gia. Năm 1963, Andrew G. Haley thảo luận về dòng Kármán trong cuốn sách Luật không gian và chính phủ của ông. Trong một chương về giới hạn của chủ quyền quốc gia, ông đã thực hiện một cuộc khảo sát quan điểm của các nhà văn lớn.:82–96 Ông chỉ ra sự không chính xác vốn có của Đường:
Đường thể hiện giá trị trung bình hoặc số đo trung vị. Nó có thể so sánh với các biện pháp được sử dụng trong luật như mực nước biển trung bình, đường uốn khúc, đường thủy triều; nhưng nó phức tạp hơn những thứ này. Khi đến ranh giới pháp lý von Kármán, [a] vô số [trong số] các yếu tố phải được xem xét - ngoài yếu tố về lực nâng khí động học. Những yếu tố này đã được thảo luận trong rất nhiều tài liệu và bởi một hoặc nhiều nhà bình luận. Chúng bao gồm cấu tạo vật lý của không khí; khả năng tồn tại sinh học và sinh lý học; và vẫn còn các yếu tố khác tham gia một cách hợp lý để thiết lập một điểm mà tại đó không khí không còn tồn tại và tại đó không phận kết thúc.:78,9

## Lịch sử
Vào đầu những năm 1950, Theodore von Kármán muốn có thể phân biệt hàng không với du hành vũ trụ. Đối với điều này, ông cần một định nghĩa và do đó đã trao đổi với nhiều nhà khoa học hàng đầu từ hai lĩnh vực này. Ý tưởng đằng sau việc tạo ra một ranh giới là một vật thể bay càng leo lên cao, thì tốc độ nó cần càng cao để có thể bay một cách có kiểm soát do các khí động lực học. Trên một tốc độ hoặc độ cao nhất định, lực ly tâm lớn hơn lực khí động học hàng không là vô nghĩa. Nhiều tính toán đã được thực hiện cho điều này, cho thấy rằng giới hạn có thể được thiết lập ở độ cao khoảng 100 km. Von Kármán đề xuất chiều cao làm tròn 100 km, được các nhà khoa học khác chấp nhận và tương đối gần với kết quả tính toán.
Trong khi cách giải thích của FAI là 100 km, cũng có những định nghĩa khác. Lục quân Hoa Kỳ đã trao tặng huy hiệu phi hành gia từ độ cao bay 80 km (50 dặm), cũng được đặt vào những năm 1950 bởi Ủy ban Cố vấn Hàng không Quốc gia Hoa Kỳ (NACA). Định nghĩa này dựa trên giả định rằng điều khiển khí động học của máy bay yêu cầu áp suất động trên bề mặt điều khiển ít nhất 1 lbF/ft² (47,88 Pa)

## Đối với các hành tinh khác
Trong khi đường Kármán chỉ được xác định cho Trái đất, nếu tính cho sao Hỏa và sao Kim, nó sẽ cao tương ứng khoảng 80 km (50 dặm) và 250 km (160 dặm).